# トニー・ポー
アンソニー・アレクサンダー・ポシュニー(Anthony Alexander Poshepny 1924年9月18日 - 2003年6月27日)、通称トニー・ポー(Tony Poe)は、アメリカの軍人・諜報員。中央情報局(CIA)のエージェントであり、特別行動部(Special Activities Division, SAD)の一員として様々な準軍事活動に従事した。ラオス内戦におけるシークレット・アーミー(Secret Army)、すなわち非合法な民兵組織の訓練に携わった事で知られている。

## 経歴
ポシュニーの経歴には不透明な点が多い。それは職務上の理由から彼の経歴が政府により機密として扱われていた事に加え、彼自身も何かを話す時に内容を派手に粉飾する癖があった為である。例えば彼は自分の出自についてしばしばハンガリーからの難民を自称していたが、実際にはカリフォルニア州ロングビーチで生まれた事が判明している。1942年、彼はアメリカ海兵隊に入隊する。第2海兵空挺大隊(2nd Marine Parachute Battalion)に配属され、第5海兵師団の一員として硫黄島で戦った。彼はこの戦いにて2つの名誉戦傷章を受章している。その後、1950年にサンノゼ州立大学を卒業してCIAに移り、朝鮮戦争の折には朝鮮半島に派遣され戦線後方におけるサボタージュなどの任務に従事した。
朝鮮戦争後、ポシュニーはバンコクに拠点を置くCIAのダミー企業、オーバーシーズ・サウスイースト・アジア・サプライ(Overseas Southeast Asia Supply)、通称SEAサプライ(SEA Supply)の社員として、ビルマに逃れていた国民革命軍の残党に対する軍需物資の援助を行った。1958年にはインドネシアにてスカルノ大統領に対するクーデターを計画するが未遂に終わる。1958年から1960年にかけて、ポシュニーはキャンプ・ハレ(Camp Hale)にて、チベットのカムバ族(Khamba)や回族のイスラム教徒などによる特殊任務部隊の編成及び訓練を担当した。この部隊は中華人民共和国に対する何らかの活動を計画していたとされる。またポシュニー自身はダライ・ラマ14世のチベット脱出を援護したと主張しているが、これはチベット地区で活動していた複数の元CIAエージェント及びチベット亡命政府当局によって否定されている。

## ラオス
CIAではポシュニーの準軍事組織を組織する能力を評価し、1959年に諜報星章(Intelligence Star)を授与した。その2年後の1961年、ポシュニーはJ・ヴィントン・ローレンスと共にラオスに送られ、北ベトナム及びパテート・ラーオに対抗するべくモン族 (Hmong people) 民兵の編成及び訓練を命じられた。モイ族は当時のアメリカ政府基準にて「野蛮(barbaric)」とされていたが、ポシュニーは訓練を通じて彼らから敬意を払われるようになる。彼はモイ族民兵らに対して、敵兵の耳を持ち帰れば賞金を払うと持ちかけ敵兵の耳を集め、ボディカウントの為だとして耳を詰めた袋をビエンチャンの米大使館へ送りつけた事もある。さらに心理戦の一環として、敵地に生首を投下した事も2度あった。彼の任務はあくまで民兵の訓練のみだったが、ラオスでは彼自身もしばしば戦闘に参加し、何度か負傷している。
その後の数年を通じて、彼はアメリカ政府の戦争のやり方に幻滅を覚えるようになる。また当時ラオス王国軍の少将だったバン・パオを、戦争とCIAの協力を利用しアヘン取引で私腹を肥やしていると非難した。これを受け、1970年にCIAはポシュニーのラオス駐在の任務を解き、1974年に退役するまでタイの訓練基地に配置していた。彼は1975年に2つ目の諜報星章を受章している。

## 退役
ポシュニーは戦後もモン族の妻と4人の子を連れてタイに留まっていた。1990年代になると家族をカリフォルニア州へと移住させた。彼はモン族退役軍人の集会に頻繁に出席し、退役軍人らのアメリカ移住を支援した。また彼はしばしば歴史家や記者らに対し、自らの行動が共産主義に対抗する為に必要な行動であったと語ったという。
映画『地獄の黙示録』の登場人物、ウォルター・カーツ大佐のモデルとされることもあるが、監督フランシス・フォード・コッポラとポシュニー自身がそれを否定している。